# أدب الرؤيا

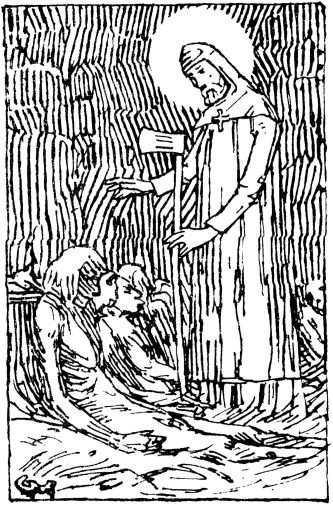

أدب الرؤيا أو الرؤيا الرمزية مصطلح أطلق علي نوع من القصائد شاع في أدب العصور الوسطى بأوروبا يتناول منه الشاعر موضوعا رمزيا أخلاقيا يراه في صورة حلم أو في حالة استغراق، ومن أشهر الأعمال التي عرفها هذا النوع الكوميديا الإلهية لدانتي وقد وظف في مجال الكتابة للأطفال، وخير مثال عليه رواية لويس كارول مغامرات أليس في بلاد العجائب.ونجد في ألف ليلة وليلة حكايات رمزية أخلاقية كثيرة تجري أحداتها في الأحلام.